# Discografia de Clara Nunes
A discografia de Clara Nunes, uma cantora e compositora brasileira de samba, MPB, ijexá e forró, consiste em 16 álbuns de estúdio, 92 compactos simples e uma coletânea.[a] Após seu falecimento em 1983, doze coletâneas foram lançadas, além de sete tributos e um DVD.
A carreira profissional da cantora começou em 1960, quando obteve a terceira colocação na etapa nacional do concurso A Voz de Ouro ABC, o que lhe garantiu o direito de gravar um compacto simples pela Odeon Records. Até sua morte, em  1983, Clara seria contratada daquela gravadora (mais tarde conhecida como EMI-Odeon). Em 21 de julho de 1965, gravou "Amor Quando é Amor", canção que seria lançada como seu primeiro compacto pela gravadora. Após três álbuns seguidos de pouco sucesso comercial, lançou Clara Nunes, que venderia cerca de 24 mil cópias (100 mil de acordo com outras fontes) em 1971.[b] Com Claridade (1975) atingiu a marca de aproximadamente 600 mil cópias vendidas, número até então inatingível para intérpretes do sexo feminino. Após o sucesso de Esperança (1979), a cantora negociou com a EMI-Odeon um contrato para gravar mais quatro discos. O último destes, no entanto, jamais seria gravado devido a sua morte por insuficiência cardíaca, decorrente de uma anafilaxia, ocorrida em uma UTI hospitalar, vinte e oito dias após a realização de uma cirurgia para a retirada de varizes. Segundo os dados disponíveis, a cantora vendeu pelo menos 4,4 milhões discos no Brasil e no exterior, durante sua carreira.

## Álbuns de estúdio
| Ano  | Detalhes do álbum | Vendas                                                                |
| ---- | --- | --------------------------------------------------------------------- |
| 1966 | A Voz Adorável de Clara Nunes - Gravação: 21 de julho de 1965 a 18 de janeiro de 1966 - Lançamento: 1966 - Gravadora: Odeon - Formato: LP       | 3.100 cópias                                                          |
| 1968 | Você Passa, Eu Acho Graça - Gravação: 2 de julho a 3 de outubro de 1968 - Lançamento: último trimestre de 1968 - Gravadora: Odeon - Formato: LP | 6.900 cópias                                                          |
| 1969 | A Beleza Que Canta - Gravação: 17 de julho a 28 de agosto de 1969 - Lançamento: segundo semestre de 1969 - Gravadora: Odeon - Formato: LP       | 5.500 cópias                                                          |
| 1971 | Clara Nunes - Gravação: 3 de março a 22 de abril de 1971 - Lançamento: 1971 - Gravadora: Odeon - Formato: LP                                    | 24.000 cópias (segundo a gravadora) 158.710 cópias (outras fontes)    |
| 1972 | Clara, Clarice, Clara - Gravação: 15 de dezembro de 1971 a 25 de janeiro de 1972 - Lançamento: 1972 - Gravadora: Odeon - Formato: LP            | 40.600 cópias 164.542 cópias (outras fontes)                          |
| 1973 | Clara Nunes - Gravação: 18 de janeiro a 6 de fevereiro de 1973 - Lançamento: 1973 - Gravadora: EMI-Odeon - Formato: LP                          | 75.000 cópias (segundo a gravadora) 250.120 cópias (outras fontes)    |
| 1974 | Alvorecer - Gravação: 12 de março a 22 de maio de 1974 - Lançamento: 1974 - Gravadora: EMI-Odeon - Formato: LP                                  | 400.000 cópias 784.028 cópias (outras fontes)                         |
| 1974 | Brasileiro, Profissão Esperança (com Paulo Gracindo) - Gravação: 4 de outubro de 1974 - Lançamento: 1974 - Gravadora: EMI-Odeon - Formato: LP   | 75.000 cópias (segundo a gravadora) 219.010 cópias (outras fontes)    |
| 1975 | Claridade - Gravação: 11 a 26 de agosto de 1975 - Lançamento: 1975 - Gravadora: EMI-Odeon - Formato: LP                                         | 600.000 cópias 1.125.410 cópias (outras fontes)                       |
| 1976 | Canto das Três Raças - Gravação: 12 de julho a 2 de agosto de 1976 - Lançamento: 1976 - Gravadora: EMI-Odeon - Formato: LP                      | 500.000 cópias 1.285.058 cópias (outras fontes)                       |
| 1977 | As Forças da Natureza - Gravação: 12 a 20 de setembro de 1977 - Lançamento: 1977 - Gravadora: EMI-Odeon - Formato: LP                           | 400.000 cópias 809.047 cópias (outras fontes)                         |
| 1978 | Guerreira - Gravação: 3 a 24 de julho de 1978 - Lançamento: 1978 - Gravadora: EMI-Odeon - Formato: LP                                           | 350.000 cópias (segundo a gravadora) 1.011.005 cópias (outras fontes) |
| 1979 | Esperança - Gravação: 4 a 18 de junho de 1979 - Lançamento: 1979 - Gravadora: EMI-Odeon - Formato: LP                                           | 350.000 cópias (segundo a gravadora) 900.485 cópias (outras fontes)   |
| 1980 | Brasil Mestiço - Gravação: 9 a 20 de junho de 1980 - Lançamento: 18 de agosto de 1980 - Gravadora: EMI-Odeon - Formato: LP                      | 500.000 cópias 2.002.450 cópias (outras fontes)                       |
| 1981 | Clara - Gravação: 17 de agosto a 14 de setembro de 1981 - Lançamento: 30 de outubro de 1981 - Gravadora: EMI-Odeon - Formato: LP                | 350.000 cópias 811.587 cópias (outras fontes)                         |
| 1982 | Nação - Gravação: 10 de maio a 1 de julho de 1982 - Lançamento: 1982 - Gravadora: EMI-Odeon - Formato: LP                                       | 600.000 (segundo a gravadora) 1.254.998 cópias (outras fontes)        |

## Coletâneas
| Ano  | Detalhes do álbum | Vendas         |
| ---- | --- | -------------- |
| 1979 | Sucessos de Ouro - Lançamento: 1979 - Gravadora: EMI-Odeon - Formato: LP | 573.568 cópias |
| 1983 | Clara Morena - Lançamento: 1983 - Gravadora: EMI-Odeon - Formato: LP | 489.656 cópias |
| 1984 | A Deusa dos Orixás - Lançamento: 1984 - Gravadora: Som Livre - Formato: LP | 415.074 cópias |
| 1985 | Alvorecer - Lançamento: 1985 - Gravadora: Som Livre - Formato: LP | 501.254 cópias |
| 1989 | O Canto da Guerreira - Lançamento: 1989 - Gravadora: EMI-Odeon - Formato: LP | 400.456 cópias |
| 1990 | O Canto da Guerreira - Vol. 2 - Lançamento: 1990 - Gravadora: EMI-Odeon - Formato: LP, CD | 500.125 cópias |
| 1991 | A História dos Shows Inesquecíveis: Poeta, Moça e Violão (Vinícius de Moraes, Clara Nunes e Toquinho) - Gravação: 27 de fevereiro de 1973 - Lançamento: 1991 - Gravadora: Collector's - Formato: LP | Não disponível |
| 1993 | 10 Anos - Lançamento: 1993 - Gravadora: Som Livre - Formato: LP, CD | 200.425 cópias |
| 1994 | O Talento de Clara Nunes - Lançamento: 1994 - Gravadora: EMI-Odeon - Formato: LP | Não disponível |
| 1999 | Raízes do Samba: Clara Nunes - Lançamento: 1999 - Gravadora: EMI Music - Formato: CD | Não disponível |
| 2003 | Para Sempre Clara - Lançamento: 2003 - Gravadora: Som Livre - Formato: CD | Não disponível |
| 2004 | Raridades - Lançamento: 2004 - Gravadora: EMI Music - Formato: CD | Não disponível |
| 2004 | Retratos - Lançamento: 2004 - Gravadora: EMI Music - Formato: CD | Não disponível |
| 2005 | Bis - Clara Nunes - Lançamento: 2005 - Gravadora: EMI Music - Formato: CD | Não disponível |
| 2005 | Clara Nunes Canta Tom & Chico - Lançamento: 2005 - Gravadora: EMI Music - Formato: CD | Não disponível |

## Compactos simples
| Ano  | Detalhes do álbum | Vendas         |
| ---- | --- | -------------- |
| 1966 | "Amor Quando é Amor" (7B-165) - Lado B: "De Vez em Quando" - Gravação: 21 de julho de 1965 e 18 de janeiro de 1966 - Lançamento: 1966 - Gravadora: Odeon                                                                                             | Não disponível |
| 1966 | "Porta Aberta" (MOFB-3475) (7B-180) - Lado B: "Carnaval na Onda" - Gravação: 6 e 8 de setembro de 1966 - Lançamento: 1966 - Gravadora: Odeon | Não disponível |
| 1967 | "Eu, Você E A Rosa (Io, Tu E Le Rose)" (7B-203) - Lado B: "Não Amor" - Gravação: 27 de fevereiro de 1967 - Lançamento: 1967 - Gravadora: Odeon | Não disponível |
| 1967 | "Eu, Você E A Rosa (Io, Tu E Le Rose)" (MOFB-3496) - Gravação: 27 de fevereiro de 1967 - Lançamento: 1967 - Gravadora: Odeon | Não disponível |
| 1967 | "A Imensidão (L'immensitá)" / "Não Me Prendas (Release Me)" (7BD-1135) - Lado B: "O Que Fazer Se Eu Te Amo" / "Eu, Você e a Rosa (Io, Tu E Le Rose)" - Gravação: 3 a 7 de julho de 1967 - Lançamento: 1967 - Gravadora: Odeon                        | Não disponível |
| 1967 | "Estranho Amor" (MOFB-3497) - Gravação: 29 de junho de 1967 - Lançamento: 1967 - Gravadora: Odeon | Não disponível |
| 1967 | "Dadá Maria" (7B-252) - Gravação: 22 de setembro de 1967 - Lançamento: 1967 - Gravadora: Odeon | Não disponível |
| 1967 | "A Noite" (7B-265) (7B-265) - Lado B: "Pela Última Vez" - Gravação: 6 de outubro de 1966 - Lançamento: 1967 - Gravadora: Odeon | Não disponível |
| 1968 | "Mamãe (Mama)" / "Sozinha (Alone)" (7BD-1146) - Lado B: "O Amor é Azul (L'amour est bleu)" / "Adeus à Noite (Adieu à la nuit)" - Gravação: 28 de março de 1967 - Lançamento: 1968 - Gravadora: Odeon                                                 | Não disponível |
| 1968 | "Você Passa, Eu Acho Graça" (7B-305) - Lado B: "O Vento e a Rosa" - Gravação: 2 de julho de 1968 - Lançamento: 1968 - Gravadora: Odeon | Não disponível |
| 1968 | "Você Passa, Eu Acho Graça" (MOFB-3549) (MOFB-3569) - Gravação: 2 de julho de 1968 - Lançamento: 1968 - Gravadora: Odeon | Não disponível |
| 1968 | "Você Passa, Eu Acho Graça" (MOFB-6002) - Lado B: "Minha Partida" - Gravação: 2 de julho e 8 de agosto de 1968 - Lançamento: 1968 - Gravadora: Odeon                                                                                                 | Não disponível |
| 1968 | "Tempo de Partir" (MOFB-3567) - Gravação: 16 de setembro de 1968 - Lançamento: 1968 - Gravadora: Odeon | Não disponível |
| 1968 | "Corpo e Alma" (MOFB-3566) - Gravação: 18 de setembro de 1968 - Lançamento: 1968 - Gravadora: Odeon | Não disponível |
| 1968 | "Sabiá" (MOFB-3565) - Lado B: "Rua d'Aurora" - Gravação: 29 de agosto e 11 de setembro de 1968 - Lançamento: 1968 - Gravadora: Odeon | Não disponível |
| 1968 | "Sabiá" (7BD-1162) - Gravação: 11 de setembro de 1968 - Lançamento: 1968 - Gravadora: Odeon | Não disponível |
| 1969 | "Mandinga" (7B-367) - Lado B: "Você Não é como as Flores" - Gravação: 15 de maio de 1969 - Lançamento: 1969 - Gravadora: Odeon | Não disponível |
| 1969 | "De Esquina Em Esquina" (com Quarteto 004) (7BD-1184) (MOFB-3607) - Gravação: 28 de agosto de 1969 - Lançamento: 1969 - Gravadora: Odeon | Não disponível |
| 1969 | "Ave Maria dos Retirantes" (MOFB-3599) - Lado B: "Visão Geral" - Gravação: 1° e 2 de outubro de 1969 - Lançamento: 1969 - Gravadora: Odeon | Não disponível |
| 1969 | "Sou Filho de Rei" (7B-418) - Lado B: "Encontro" - Gravação: 14 de novembro e 5 de maio de 1969 - Lançamento: 1969 - Gravadora: Odeon | Não disponível |
| 1970 | "Canaviá" / "Garoa de Subúrbio" (7BD-1214) - Lado B: "Vermelho e Branco" / "Baianada" - Gravação: 25 de maio de 1970 - Lançamento: 1970 - Gravadora: Odeon                                                                                           | Não disponível |
| 1970 | "Garoa de Subúrbio" (7BD-1215) - Gravação: 25 de maio de 1970 - Lançamento: 1970 - Gravadora: Odeon | Não disponível |
| 1970 | "Sinceramente" (7BD-1220) - Gravação: 11 de agosto de 1970 - Lançamento: 1970 - Gravadora: Odeon | Não disponível |
| 1970 | "Em Qualquer Rua de Ipanema" (MOFB-3567) - Gravação: 24 de setembro de 1970 - Lançamento: 1970 - Gravadora: Odeon | Não disponível |
| 1971 | "Apesar de Você" (7B-480) - Lado B: "Eu Preciso de Silêncio" - Gravação: 7 de janeiro de 1971 - Lançamento: 1971 - Gravadora: Odeon | Não disponível |
| 1971 | "Festa Para Um Rei Negro" (Salgueiro - Samba-enredo 1971) (7B-488) - Lado B: "Misticismo da África ao Brasil" - Gravação: 3 de março de 1971 - Lançamento: 1971 - Gravadora: Odeon                                                                   | Não disponível |
| 1971 | "Festa Para Um Rei Negro" (Salgueiro - Samba-enredo 1971) (MOFB-3676) - Gravação: 3 de março de 1971 - Lançamento: 1971 - Gravadora: Odeon | Não disponível |
| 1971 | "Olimpíada do Exército" (DP-453)[c] - Lançamento: 1971 - Gravadora: Odeon | Não disponível |
| 1971 | "Ê Baiana" (DP-474)[c] - Lado B: "Meu Lema" - Gravação: 5 de abril de 1971 - Lançamento: 1971 - Gravadora: Odeon | Não disponível |
| 1972 | "Ilu Ayê Terra da Vida" (Portela - Samba-enredo 1972) (7B-542) - Lado B: "Regresso" - Gravação: 15 de dezembro de 1971 - Lançamento: 1972 - Gravadora: Odeon                                                                                         | Não disponível |
| 1972 | "Ilu Ayê Terra da Vida" (Portela - Samba-enredo 1972) (7BD-1258) - Gravação: 15 de dezembro de 1971 - Lançamento: 1972 - Gravadora: Odeon | Não disponível |
| 1972 | "Opção" (MOFB-3720) - Gravação: 14 de janeiro de 1972 - Lançamento: 1972 - Gravadora: Odeon | Não disponível |
| 1972 | "Seca do Nordeste" (7B-576) - Lado B: "Opção" - Gravação: 14 e 25 de janeiro de 1972 - Lançamento: 1972 - Gravadora: Odeon | Não disponível |
| 1972 | "Regresso" (SMOFB-3739) - Gravação: 15 de dezembro de 1971 - Lançamento: 1972 - Gravadora: Odeon | Não disponível |
| 1972 | "Tristeza Pé No Chão" (SMOFB-3735) (SC-10.021) - Gravação: 4 de setembro de 1972 - Lançamento: 1972 - Gravadora: Odeon | 100.000 cópias |
| 1973 | "Tristeza Pé No Chão" (S7B-659)[d] - Lado B: "O Mais Que Perfeito" - Gravação: 4 de setembro de 1972 e 6 de fevereiro de 1973 - Lançamento: 1973 - Gravadora: Odeon                                                                                  | 100.000 cópias |
| 1974 | "Tristeza Pé No Chão" / "Quando Vim de Minas" (S7BD-1286) - Lado B: "Minha Festa" / "O Mais Que Perfeito" - Gravação: 23 e 30 de janeiro de 1973 e 6 de janeiro de 1973 1973 - Lançamento: 1973 - Gravadora: Odeon                                   | 100.000 cópias |
| 1973 | "Festa para um Rei Negro" / "Misticismo da África ao Brasil" (SC-10.001) - Lado B: "Tristeza Pé no Chão" / "O Mais Que Perfeito" - Gravação: 4 de setembro de 1972 - Lançamento: 1972 - Gravadora: Odeon                                             | Não disponível |
| 1974 | "Macunaíma (Heróis de Nossa Gente)" (Portela - Samba-enredo 1975) (com Silvinho do Pandeiro e Conjunto Nosso Samba) (S7B-785) - Lado B: "Meu Sapato Já Furou" - Gravação: 20 de março e 25 de novembro de 1974 - Lançamento: 1974 - Gravadora: Odeon | Não disponível |
| 1974 | "Sindorerê" (SC-10033) - Gravação: 8 de abril de 1974 - Lançamento: 1974 - Gravadora: Odeon | Não disponível |
| 1974 | "Conto de Areia" / "Meu Sapato Já Furou" (S7BD-1303) - Lado B: "Samba da Volta" / "Menino Deus" - Gravação: 12 de março a 8 de abril de 1974 - Lançamento: 1974 - Gravadora: Odeon                                                                   | Não disponível |
| 1974 | "Conto de Areia" (S7B-793) - Lado B: "Alvorecer" - Gravação: 12 de março a 8 de abril de 1974 - Lançamento: 1974 - Gravadora: Odeon | Não disponível |
| 1974 | "Ê Baiana" (SC-10031) - Gravação: 5 de abril de 1974 - Lançamento: 1974 - Gravadora: Odeon | Não disponível |
| 1975 | "O que é que a baiana tem?" (SC-10037) - Gravação: 3 de maio de 1974 - Lançamento: 1975 - Gravadora: Odeon | Não disponível |
| 1975 | "Macunaíma" (com Silvinho do Pandeiro e Conjunto Nosso Samba) (SC-10042) - Gravação: 25 de novembro de 1974 - Lançamento: 1975 - Gravadora: Odeon | Não disponível |
| 1975 | "Ê Baiana" / "Ilu Ayê" (SCBD-1325) - Lado B: "Tristeza Pé no Chão" / "Conto de Areia" - Gravação: 5 de abril de 1971 a 14 de março de 1974 - Lançamento: 1975 - Gravadora: Odeon                                                                     | Não disponível |
| 1975 | "Samba da Volta" (KC-10054) - Gravação: 8 de abril de 1974 - Lançamento: 1975 - Gravadora: Odeon | Não disponível |
| 1975 | "O Mar Serenou" (S7BD-1338) - Gravação: 11 de agosto de 1975 - Lançamento: 1975 - Gravadora: Odeon | Não disponível |
| 1975 | "Macunaíma" (com Silvinho do Pandeiro e Conjunto Nosso Samba) (SC-10068) - Lado B: "Festa para um Rei Negro" / "Ilu Ayê" - Gravação: 3 de março de 1971 a 25 de novembro de 1974 - Lançamento: 1975 - Gravadora: Odeon                               | Não disponível |
| 1976 | "O que é que a baiana tem?" (SC-17001) - Gravação: 3 de maio de 1974 - Lançamento: 1976 - Gravadora: Odeon | Não disponível |
| 1976 | "Suas Mãos" (SMOFB-3890) - Gravação: 9 de dezembro de 1975 - Lançamento: 1976 - Gravadora: Odeon | Não disponível |
| 1976 | "A Deusa dos Orixás" (SMOFB-3900) - Gravação: 11 de agosto de 1975 - Lançamento: 1976 - Gravadora: Odeon | Não disponível |
| 1976 | "Bafo de Boca" (SC-10090) - Gravação: 13 de agosto de 1975 - Lançamento: 1976 - Gravadora: Odeon | Não disponível |
| 1976 | "O Mar Serenou" / "A Deusa dos Orixás" (S7BD-1347) - Lado B: "Juízo Final" / "Ninguém Tem Que Achar Ruim" - Gravação: 11 a 13 de agosto de 1975 - Lançamento: 1976 - Gravadora: Odeon                                                                | Não disponível |
| 1976 | "Sofrimento de Quem Ama" (S7BD-1345) - Gravação: 11 de agosto de 1975 - Lançamento: 1976 - Gravadora: Odeon | Não disponível |
| 1976 | "Juízo Final" (S7B-876) - Lado B: "Sofrimento de Quem Ama" - Gravação: 11 e 12 de agosto de 1975 - Lançamento: 1976 - Gravadora: Odeon | Não disponível |
| 1976 | "Canto das Três Raças" / "Fuzuê" (S7BD-1370) - Lado B: "Lama" / "Risos e Lágrimas" - Gravação: 15 a 21 de julho de 1976 - Lançamento: 1976 - Gravadora: Odeon                                                                                        | Não disponível |
| 1977 | "Canto das Três Raças" (S7BD-1371) (SC-10104) (SC-10105) - Gravação: 16 de julho de 1976 - Lançamento: 1977 - Gravadora: Odeon | Não disponível |
| 1977 | "Conto de Areia" (KC-10137) - Lado B: "Menino Deus" - Gravação: 12 e 14 de março de 1974 - Lançamento: 1977 - Gravadora: Odeon | Não disponível |
| 1977 | "Basta um Dia" (SC-10126) - Gravação: 2 de agosto de 1976 - Lançamento: 1977 - Gravadora: Odeon | Não disponível |
| 1978 | "As Forças da Natureza" (31C 006 420004) - Lado B: "Coração Leviano" - Gravação: 12 e 13 de setembro de 1977 - Lançamento: 1978 - Gravadora: Odeon                                                                                                   | Não disponível |
| 1978 | "Rancho da Primavera" (37B-921) - Lado B: "Meu Sapato Já Furou" - Gravação: 2 de março de 1974 e 20 de setembro de 1977 - Lançamento: 1978 - Gravadora: Odeon                                                                                        | Não disponível |
| 1978 | "As Forças da Natureza" (31C 016 420800) (31C 016 420801) (31C 036 422407) - Gravação: 13 de setembro de 1977 - Lançamento: 1978 - Gravadora: Odeon                                                                                                  | Não disponível |
| 1978 | "Coração Leviano" (31C 016 422024) - Lado B: "Perdão" - Gravação: 12 e 14 de setembro de 1977 - Lançamento: 1978 - Gravadora: Odeon | Não disponível |
| 1978 | "P.C.J. (Partido Clementina de Jesus)" (com Clementina de Jesus) / "Perdão" (31C 016 420813) - Lado B: "Coisa da Antiga" / "Coração Leviano" - Gravação: 12 a 15 de setembro de 1977 - Lançamento: 1978 - Gravadora: Odeon                           | Não disponível |
| 1978 | "Bela Cigana" (com João Nogueira) (31C 062 421088) - Gravação: 20 abril de 1978 - Lançamento: 1978 - Gravadora: Odeon | Não disponível |
| 1978 | "Conto de Areia" (31C 052 422033) - Gravação: 14 de março de 1978 - Lançamento: 1978 - Gravadora: Odeon | Não disponível |
| 1978 | "Mente" (31C 016 410875) (31C 052 422097) - Gravação: 6 de julho de 1978 - Lançamento: 1978 - Gravadora: Odeon | Não disponível |
| 1978 | "Guerreira" / "Moeda" (31C 016 420881) - Lado B: "Mente" / "Candongueiro" - Gravação: 4 a 6 de julho de 1978 - Lançamento: 1978 - Gravadora: Odeon                                                                                                   | Não disponível |
| 1979 | "O Mar Serenou" (31C 252 422110) - Gravação: 11 de agosto de 1975 - Lançamento: 1979 - Gravadora: Odeon | Não disponível |
| 1979 | "Seca do Nordeste" (1052422122) - Gravação: 25 de janeiro de 1972 - Lançamento: 1979 - Gravadora: Odeon | Não disponível |
| 1979 | "P.C.J. (Partido Clementina de Jesus)" (com Clementina de Jesus) (31C 064 422847) - Gravação: 15 de setembro de 1977 - Lançamento: 1979 - Gravadora: Odeon                                                                                           | Não disponível |
| 1980 | "Na Linha do Mar" (016 420915) (062 421191) (052 422128) - Gravação: 13 de junho de 1979 - Lançamento: 1980 - Gravadora: Odeon | Não disponível |
| 1980 | "Feira de Mangaio" / "Na Linha do Mar" (016 420920) - Lado B: "Apenas um Adeus" / "Jardim da Solidão" - Gravação: 11 a 18 de junho de 1979 - Lançamento: 1980 - Gravadora: Odeon                                                                     | Não disponível |
| 1980 | "Jardim da Solidão" (064 422858) - Gravação: 12 de junho de 1979 - Lançamento: 1980 - Gravadora: Odeon | Não disponível |
| 1980 | "Embala Eu" (com Clementina de Jesus) (064 422846D) - Gravação: 17 de abril de 1979 - Lançamento: 1980 - Gravadora: Odeon | Não disponível |
| 1980 | "Iracema" (com Adoniran Barbosa) (31C 064 422868D) - Gravação: 26 de fevereiro de 1980 - Lançamento: 1980 - Gravadora: Odeon | Não disponível |
| 1980 | "Morena de Angola" (31C 006 420155) - Lado B: "Sem Companhia" - Gravação: 20 de junho de 1980 - Lançamento: 1980 - Gravadora: Odeon | Não disponível |
| 1980 | "Artifício" (com Roberto Ribeiro) (31C 062 421208) - Gravação: 26 de fevereiro de 1980 - Lançamento: 1980 - Gravadora: Odeon | Não disponível |
| 1981 | "Viola de Penedo" / "Sem Companhia" (31C 016 420945) - Lado B: "Morena de Angola" / "Peixe com Coco" - Gravação: 10 de julho de 1978 e 9 a 20 de junho de 1980 - Lançamento: 1981 - Gravadora: EMI-Odeon                                             | Não disponível |
| 1982 | "Portela na Avenida" (31C 016 420949) - Gravação: 14 de setembro de 1981 - Lançamento: 1982 - Gravadora: Odeon | Não disponível |
| 1982 | "Feira de Mangaio" (31C 062 421232) - Gravação: 18 de junho de 1979 - Lançamento: 1982 - Gravadora: Odeon | Não disponível |
| 1982 | "Congada" / "Portela na Avenida" (31C 016 420954) - Lado B: "Como É Grande e Bonita a Natureza" / "Derramando Lágrimas" - Gravação: 19 de agosto a 14 de setembro de 1981 - Lançamento: 1982 - Gravadora: EMI-Odeon                                  | Não disponível |

## Tributos
| Ano  | Detalhes do álbum | Vendas         |
| ---- | --- | -------------- |
| 1995 | Com Vida - Gravações originais de Clara Nunes, acrescidas de vozes de artistas convidados, em "duetos" póstumos - Lançamento: 1995 - Gravadora: EMI-Odeon - Formato: CD | Não disponível |
| 1999 | Claridade: Uma Homenagem a Clara Nunes - Álbum de Alcione - Lançamento: 1999 - Gravadora: Globo/Universal - Formato: CD                                                 | Não disponível |
| 2001 | Clareia-me - Álbum de Eleny Galvan - Lançamento: 2001 - Gravadora: Asa Discos - Formato: CD                                                                             | Não disponível |
| 2003 | Um Ser de Luz: Saudação a Clara Nunes - Álbum de diversos intérpretes - Lançamento: 2003 - Gravadora: Deckdisc - Formato: CD                                            | Não disponível |
| 2006 | Um Canto a Clara - Ao Vivo - Álbum de Iracema - Lançamento: 2006 - Gravadora: InterCD Records - Formato: CD                                                             | Não disponível |
| 2013 | Ser de Luz - Álbum de Mariene de Castro - Lançamento: 2013 - Gravadora: Universal Music - Formato: CD                                                                   | Não disponível |
| 2013 | Pura Claridade - Um Tributo a Clara Nunes - Álbum de Carla Visi - Lançamento: 2013 - Gravadora: Sony Music - Formato: CD                                                | Não disponível |

## DVDs
| Ano  | Detalhes do álbum | Vendas         |
| ---- | --- | -------------- |
| 2008 | Clara Nunes - Os musicais do Fantástico das décadas de 70 e 80 - Coletânea de videoclipes filmados para o Fantástico - Gravação: 1973 a 1982 - Lançamento: 2008 - Gravadora: EMI Music/Globo Marcas | Não disponível |